# Valley Acres
Valley Acres es un lugar designado por el censo ubicado en el condado de Kern en el estado estadounidense de California. En el año 2000 tenía una población de 512 habitantes y una densidad poblacional de 48.3 personas por km².

## Geografía
Valley Acres se encuentra ubicado en las coordenadas 35°12′22″N 119°24′24″O / 35.20611, -119.40667. Según la Oficina del Censo, la ciudad tiene un área total de 10,6 km² (4,1 mi²), de la cual 10,6 km² (4,1 mi²) es tierra y 0 km² (0 mi²) 0.00% es agua.

## Demografía
Según la Oficina del Censo, en 2000, los ingresos medios por hogar en la localidad eran de $41,477, y los ingresos medios por familia eran $48,958. Los hombres tenían unos ingresos medios de $36,513 frente a los $45,357 para las mujeres. La renta per cápita para la localidad era de $18,013. Alrededor del 8.2% de la población estaban por debajo del umbral de pobreza.